# Gerrymandering
În democrațiile reprezentative, gerrymandering (/ˈdʒɛrimændərɪŋ/, inițial /ˈɡɛrimændərɪŋ/ ) este manipularea politică a limitelor circumscripției electorale cu intenția de a crea un avantaj necuvenit pentru un partid, grup sau clasă socioeconomică din circumscripție. Manipularea poate implica formele de „cracking” (diluarea puterii de vot a susținătorilor partidului din opoziție prin împărțirea lor în mai multe districte) sau „packing” (concentrarea puterii de vot a partidului din opoziție într-un singur district pentru a-i reduce puterea de vot în alte districte). Gerrymandering poate fi, de asemenea, utilizat pentru a proteja titularii unei funcții și a-i împiedica să o piardă. Wayne Dawkins descrie această manipulare ca fiind de tipul: politicienii care își aleg alegătorii în loc de alegătorii care își aleg politicienii.
Termenul gerrymandering este un cuvânt telescopat compus din salamandră și Elbridge Gerry,   Vicepreședinte al Statelor Unite la momentul morții sale, care, în calitate de guvernator al Massachusetts în 1812, a semnat un proiect de lege care a creat un cartier partizan din zona Boston care a fost comparat cu forma unei salamandre mitologice. Termenul are conotații negative, iar gerrymandering este aproape întotdeauna considerat o corupție a procesului democratic. Districtul rezultat este cunoscut sub numele de gerrymander (/ˈdʒɛriˌmændər, ˈɡɛri-/). Cuvântul este în limba engleză și un verb pentru a descrie acest proces.